# الكسيس اركيت
الكسيس اركيت (بالإنجليزية: Alexis Arquette)‏ (مواليد 28 يوليو 1969 في لوس أنجلوس - 11 سبتمبر 2016)، هي ممثلة أمريكية وموسيقية متحولة جنسيا. بدأت مسيرتها الفنية عام 1982م.

## الأعمال
- بافي قاتلة مصاصي الدماء
- خيال رخيص
- عروس تشاكي
- أسياد دوغتاون
- مزيج
- روزان
- فريندز
- زينا: الأميرة المحاربة

## وصلات خارجية
- الكسيس اركيت على موقع IMDb (الإنجليزية)
- الكسيس اركيت على موقع روتن توميتوز (الإنجليزية)
- الكسيس اركيت على موقع ألو سيني (الفرنسية)
- الكسيس اركيت على موقع ميوزك برينز (الإنجليزية)
- الكسيس اركيت على موقع أول موفي (الإنجليزية)
- الكسيس اركيت على موقع قاعدة بيانات الأفلام السويدية (السويدية)
- الكسيس اركيت على موقع إن إن دي بي (الإنجليزية)
- الكسيس اركيت على موقع ديسكوغز (الإنجليزية)
- الكسيس اركيت على موقع قاعدة بيانات الفيلم (الإنجليزية)
- الكسيس اركيت على موقع كينوبويسك (الروسية)